# Stăncuța
Stăncuța est une commune du județ de Brăila en Roumanie.